# Mark Korir

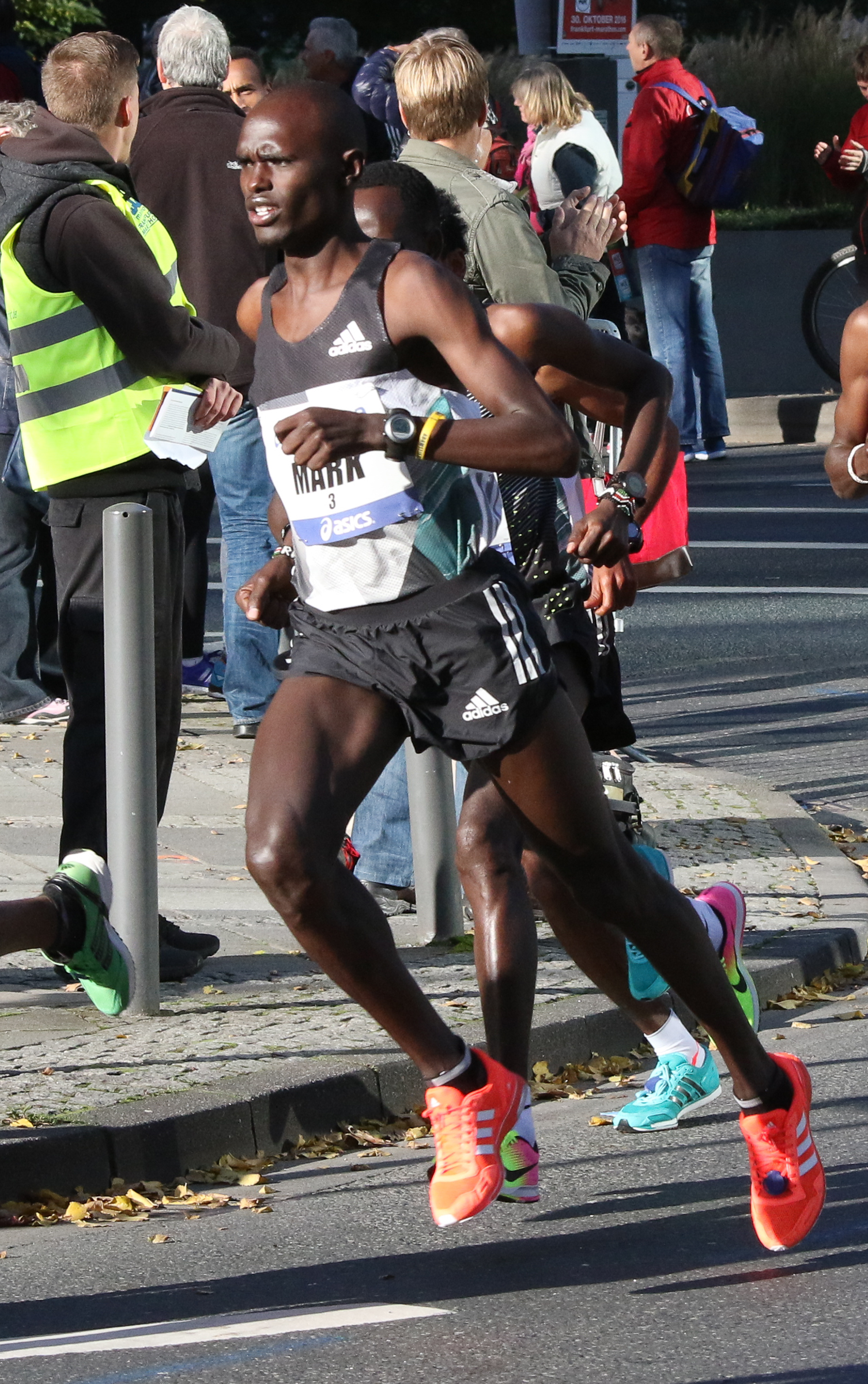
Mark Korir während das Frankfurt-Marathon 2016

Mark Korir (* 10. Januar 1985) ist ein kenianischer Langstreckenläufer, der sich auf Straßenläufe spezialisiert hat.
Von 2004 bis 2008 startete er für die University of Wyoming.
2011 gewann er den Rio-de-Janeiro-Halbmarathon und wurde Zweiter bei der Corrida Internacional de São Silvestre. Im Jahr darauf siegte er bei den 10 km von Santos, wurde Zweiter in Rio de Janeiro und Dritter bei der Corrida de São Silvestre.
2013 wurde er Dritter beim Halbmarathon Azkoitia–Azpeitia und jeweils Zweiter in Santos, Rio de Janeiro, beim JoongAng Seoul Marathon und bei der Corrida de São Silvestre.
2014 wurde er Siebter beim Seoul International Marathon, Fünfter bei den 25 km von Berlin und Zweiter bei der Corrida de Langueux. Im Herbst gewann er den Lille-Halbmarathon und wurde Fünfter beim Shanghai-Marathon.
2015 folgte einem zweiten Platz beim Paris-Halbmarathon ein Sieg beim Paris-Marathon in persönlicher Bestzeit von 2:05:49 Stunden.
Im Oktober 2016 gewann er den Frankfurt-Marathon in 2:06:48 Stunden.
Im September 2022 wurde er beim Berlin-Marathon Zweiter in 2:05:58 Stunden. 

## Persönliche Bestzeiten
- 5000 m (Halle): 13:57,87 min, 14. März 2008, Fayetteville
- 10-km-Straßenlauf: 28:01 min, 20. Mai 2012, Santos
- Halbmarathon: 1:00:48 h, 8. März 2015, Paris
- 25-km-Straßenlauf: 1:14:06 h, 4. Mai 2014, Berlin
- Marathon: 2:05:49 h, 12. April 2015, Paris